# Dunas cantoras

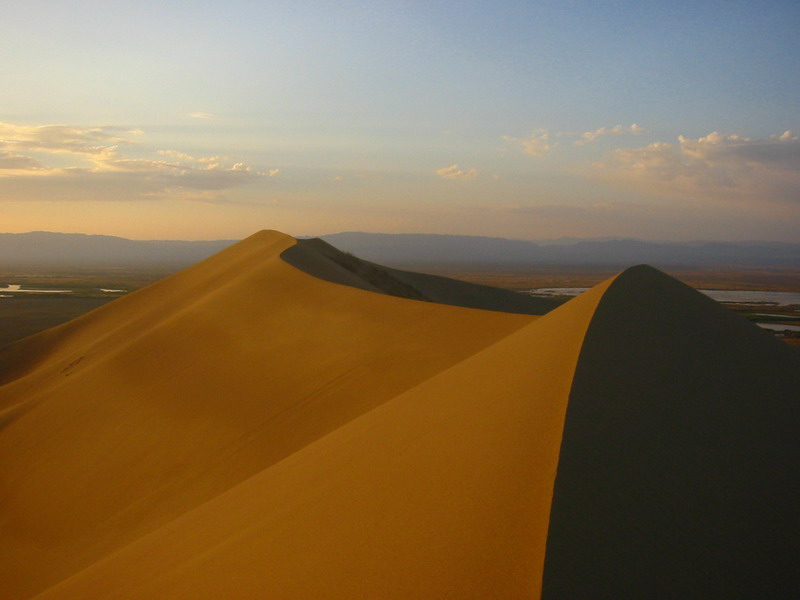
Dunas cantoras en el parque nacional Altyn-Emel, en la provincia de Almaty, Kazajistán

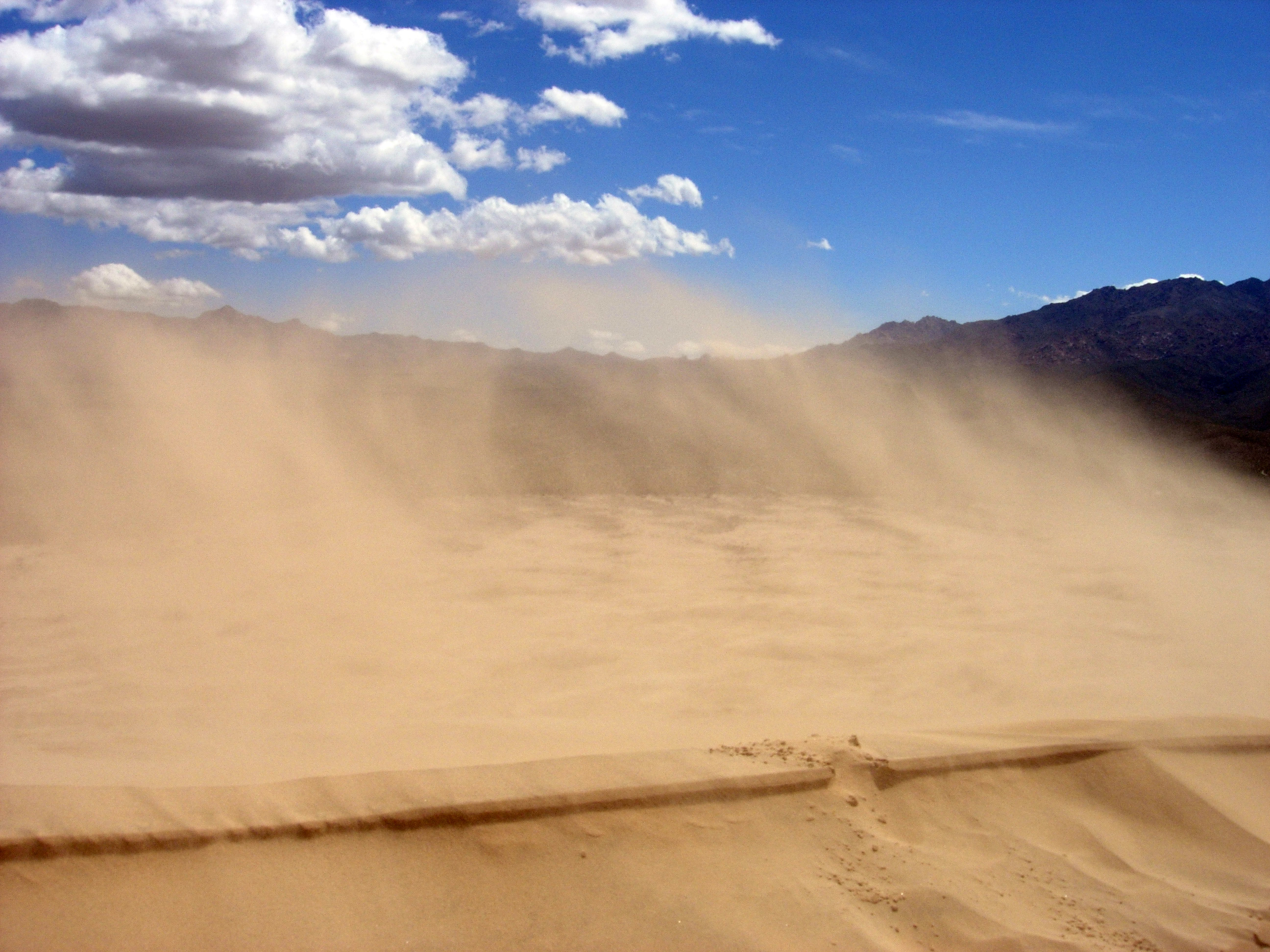
Sand blowing off a crest in the dunas Kelso del desierto de Mojave, California.

Dunas cantoras, o también rugientes, silbantes  o musicantes, es el nombre con el que se conocen algunas dunas de arena, en el desierto o en playas, que emiten un sonido o ruido cuando los granos de arena que las componen entran en resonancia, que en casos muy destacados se llama canto de las dunas. El sonido se emite cuando una avalancha de arena (provocada de forma natural por el viento que pasa sobre las dunas o artificialmente por el caminar de personas o animales) se dispara en la cara más empinada de la duna (llamado por ello frente de avalancha). (Hay un archivo de audio al final de este artículo que puede oírse).
Marco Polo ya mencionó en sus escritos este fenómeno, inquietante para unos, maravilloso para otros: «las dunas que cantan a veces llenan el aire con los sonidos de toda suerte de instrumentos musicales, y también con el ruido de tambores y de choque de las armas».
Se han identificado en todo el mundo una treintena de dunas cantoras, sobre todo en China y en Estados Unidos, aunque también en el Sáhara. Todas las dunas de una misma región no están sujetas a este fenómeno.
Para los beduinos el ruido revela la presencia de djinns, espíritus que vagan por el desierto, fenómeno contado en la novela La Peur de Guy de Maupassant.

## Explicaciones del fenómeno
El canto de las dunas ha sido recientemente estudiado y hay varias teorías sobre el mecanismo físico que provoca que la arena cante y que lo explicarían en parte: se ha propuesto que la frecuencia del sonido es controlada por la velocidad de deformación; otros han sugerido que la frecuencia de vibración está relacionada con el espesor de la capa superficial de la arena seca; que las ondas sonoras de ida y vuelta rebotan entre la superficie de la duna y la superficie de la capa húmeda, creando una resonancia que incrementa el volumen del sonido; que el ruido puede ser generado por la fricción entre los granos o por la compresión del aire entre ellos.
Una de las teorías que intentan describir con más detalle el fenómeno, en especial intentando identificar el mecanismo que origina el sonido, precisa que el sonido se emite debido a la superposición periódica de diferentes capas de granos de arena, que conduce a un fundamental y sus armónicos claramente definidos. La frecuencia fundamental varía entre 60 y 105 Hz, dependiendo del tamaño de los granos. La intensidad parece ser alrededor de 110 dB en la superficie de la duna.
Según investigadores franceses del CNRS, la caída de la arena funciona como una membrana de un altavoz. Los granos de arena se desplazan de manera perfectamente sincrónica, produciendo cada uno la misma vibración en el aire que serían el origen del canto. Si los granos no se mueven de forma cadenciosa, las dunas suenan falsas o guardan silencio. Queda por descubrir el origen de tal sincronización y de las condiciones precisas que permitirían a las dunas cantoras emitir su voz: la composición de los granos y el contenido de humedad de la arena son dos de los temas estudiados por los científicos.
Otras teorías explican la generación de sonido por un modelo tipo "guía de onda" con la ayudad de diferentes capas de arena formadas por avalanchas sucesivas, lo que explica por qué la frecuencia está relativamente bien definida mediante los modos de guía de onda.
Finalmente, una última teoría afirma que el sonido se genera por acuerdo entre la frecuencia de los saltos de los granos de arena en la avalancha, y la frecuencia de vibración sólida generada en las capas internas de la duna.
Se han de dar ciertas condiciones para que la arena cante:
1. los granos de arena tienen que ser redondos y tener entre 0,1 y 0,5 mm de diámetro;
2. La arena tiene que contener sílice;
3. la arena debe estar una cierta humedad.

La frecuencia más común parece ser emitida cerca de los 450 hertzios. Las notas particulares producidas por la duna, entre 60 y 105 Hz, están controladas por la velocidad de colisión en la banda de corte que separa la avalancha de la parte estática de la duna. En aludes espontáneos, la frecuencia es controlada por la gravedad y por el tamaño de los granos de arena.

## En las dunas
Las dunas cantoras, un ejemplo del fenómeno del canto de la arena, producen un sonido descrito como rugiente, retumbante, chirriante, o en ciertos casos especialmente señalados como la "canción de las dunas". Se trata de un fenómeno natural de sonidos de hasta 105 decibelios, que duran hasta varios minutos y que se produce en unos 35 lugares en desiertos de todo el mundo. El sonido es similar a una voz alta, de tono de bajo, vibrante y que emana de dunas de forma de media luna o barjanes. La emisión de sonido acompaña a un movimiento de avalanchas o caída de arena, generalmente provocado por el viento que pasa sobre las dunas o por alguien que camina cerca de la cresta.
Ejemplos de dunas cantoras son las californianas dunas Kelso o las dunas de Eureka; las playas de arena azúcar y las dunas Warren, en el suroeste de Míchigan; las Sand Mountain, en Nevada; las dunas Booming en el desierto de Namibia, África; Porth Oer (también conocidas como Whistling Sands, «arenas Silbantes»), cerca de Aberdaron, en el País de Gales; las dunas Indiana, en Indiana; Barking Sands, en Hawái; y Singing Beach, en Manchester-by-the-Sea, Massachusetts... También cerca de la base aérea de Al Udeid, al oeste de Doha, en Catar, y Naqous Gebel, cerca de el-Tor, Sinaí Sur, Egipto.

## En la playa
En algunas playas a lo largo de todo el mundo, la arena seca puede producir cantos, chirridos, silbidos o sonidos semejantes a ladridos si una persona arrastra sus pies con la suficiente fuerza. El fenómeno, científicamente, aún no se comprende de un modo completo, pero se ha observado que la arena de cuarzo lo hace si los granos están muy bien redondeados y son muy esféricos. Algunos piensan que los granos de arena deben de ser de un tamaño similar, así que la arena debe estar bien ordenada por la acción del viento y de las olas, y que los granos deben de ser casi esféricos y tener sus superficies libres de contaminación de polvo o materia orgánica. El sonido 'cantabile' es producido entonces por la tensión cortante, ya que cada capa de granos de arena se desliza sobre la capa que hay bajo ella. La similitud en tamaño, la uniformidad y la limpieza provocan que los granos se muevan arriba y abajo al unísono sobre la capa de granos bajo ellos. Incluso pequeñas cantidades de contaminación en los granos de arena reduce la fricción lo suficiente para silenciar la arena.
Otros creen que el sonido es producido por la fricción de grano contra grano que están recubiertos con sal seca, de una forma análoga a la manera en que la resina en el arco produce sonidos de las cuerdas en el violín. También se ha especulado que las capas delgadas de gas atrapadas y puestas en libertad entre los granos actuarían como amortiguadores percusivos capaces de vibrar y así producir los sonidos escuchados.
No todas las arenas cantan, silban o crujen por igual. Los sonidos que se escuchan tienen una amplia gama de frecuencias que pueden ser diferentes para cada parche de arena. Las arenas finas, en las que los granos individuales apenas son visibles a simple vista, solo producen un sonido pobre, apenas un débil crujido. Los granos de tamaño medio puede emitir un amplio rango de sonidos, desde un chillido débil o un sonido de tono alto, al sonido más fuerte cuando se rozan entusiásticamente.
El agua también influye en el efecto. Las arenas húmedas son, por lo general, silenciosas ya que los granos se pegan en vez de deslizarse unos sobre otros, pero pequeñas cantidades de agua pueden en realidad aumentar el tono de los sonidos producidos. La parte más común de la playa en la que se escucha el canto es la zona de arena seca situada más allá de la línea habitual de marea alta, pero también se ha informado de cantos en zonas más bajas, cerca de la línea de marea baja.
Se ha informado de canto de arena en treinta y tres playas de las islas británicas, en particular en el Norte de Gales, en la pequeña isla de Eigg, en las Hébridas escocesas y en playas a lo largo de la costa del Atlántico; en Souris, en el extremo oriental de la isla del Príncipe Eduardo, en Manchester-by-the-Sea, Massachusetts, y en otros lugares.